# Preben Elkjær Larsen
Preben Elkjær Larsen (uttalas Älkär med hårt k, j‑et är stumt),  född  11 september 1957, är en dansk före detta fotbollsspelare (anfallare), främst känd som det danska landslagets stora anfallsstjärna i mitten på 1980-talet där han slog igenom på allvar i samband med EM 1984. Dansken vann sensationellt den italienska ligatiteln med Verona 1985 då han också utsågs till Europas näst bästa spelare.
Elkjær Larsen var storrökare, någonting som hans tränare ofta klagade på. Rökningen märktes dock inte på fotbollsplanen där han bland annat gjorde 38 landslagsmål på 69 matcher.

## Meriter

### I klubblag
1. FC Köln
- Bundesliga: 1977/78
- DFB-Pokal (Västtyska cupen) (2): 1976/77, 1977/78

 Hellas Verona FC
- Serie A: 1984/85

### I landslag
Danmark
- Spel i EM 1984 (semifinal), VM 1986 (åttondelsfinal), EM 1988 (gruppspel)
- 69 landskamper, 38 mål

### Individuellt
- Årets spelare i Danmark: 1984
- 3:a i Ballon d'Or: 1984
- 2:a i Ballon d'Or: 1985
- FIFA World Cup Bronze Ball: 1986
- FIFA World Cup All Star Team: 1986
- Invald i Dansk fotbolls Hall of Fame
- Med på World Soccer Magazines lista "The Greatest Players of the 20th century" (De största spelarena på 1900-talet)